# Жмундуляк Дмитро Дмитрович
Дмитро Дмитрович Жмундуляк (народився 7 березня 1971 року в селі Великий Ключів Коломийського району Івано-Франківської області - помер 21 жовтня 2021 року в м. Чернівці) — український фольклорист, педагог, архівіст. Збирач, упорядник і виконавець коломийок. Кандидат філологічних наук (2003). Заслужений працівник культури України (2002).

## Біографічні відомості
Вчився і працював у Коломиї. 1995 року в Коломиї побачила світ 180-сторінкова збірка «Пісня моя, доле моя: Пісні села Великий Ключів Коломийського району на Івано-Франківщині у записах Дмитра Жмундуляка» . Захистив кандидатську дисертацію «Народна пісенність Покуття: особливості сучасного функціонування» .
У 1995—2000 роках працював методистом українознавства в Чернівецькому обласному інституті післядипломної педагогічної освіти . 29 серпня 2002 року Жмундуляка призначили директором Чернівецького українського музично-драматичного театру імені Ольги Кобилянської . Нині директор Державного архіву Чернівецької області.
1998 року нагороджено знаком «Відмінник освіти України», 2001 року — грамотою Президента України за сумлінну працю, значний особистий внесок у розвиток і зміцнення Української держави та ювілейною медаллю «10 років незалежності України».
21 березня 2002 року став заслуженим працівником культури України — за вагомий особистий внесок у соціально-економічний і культурний розвиток Чернівецької області, високу професійну майстерність .